# David Ridgway
David Ridgway (11 mai 1938-20 mai 2012) est un archéologue et un universitaire britannique, spécialiste de l'Italie préromaine et des Étrusques.

## Biographie
Diplômé en 1960, David Ridgway prit sa retraite en 2003 et, en son honneur et celui de sa femme, fut publié  en 2006 un festschrift avec le titre Across Frontiers: Etruscans, Greeks, Phoenicians & Cypriots. Studies in honour of David Ridgway and Francesca Romana Serra Ridgway.

## Publications
- The First Western Greeks, 1992
- Pithekoussai I, 1993
- The World of the Early Etruscans, 2002